# داریوش یکم آتورپاتکان
داریوش یکم آتورپاتکان که با نام داریوش یکم یا داریوش نیز شناخته می‌شود (حدود ۸۵ پیش از میلاد – حدود ۶۵ پیش از میلاد)، یک شاهزاده ایرانی بود که در سال ۶۵ پیش از میلاد شاه آتورپاتکان بود. اطلاعات کمی در مورد زندگی داریوش یکم وجود دارد، اما به نظر می‌رسد که او جانشین خویشاوند خود، مهرداد، که یک سال قبل به عنوان شاه آتورپاتکان خدمت می‌کرد، شده‌است.
داریوش یکم در دوران پادشاهی خود از سوی ارتش پومپه سردار رومی مورد حمله قرار گرفت. با این حال، شرایطی که پومپه را به حمله به آتورپاتکان سوق داد، ناشناخته است. زمانی در سال ۶۵ قبل از میلاد به نظر می‌رسید که داریوش یکم مرده‌است. خویشاوند او، آریوبرزن یکم، جانشین او به عنوان پادشاه آتورپاتکان شد.